# Overload
Overload је музички фестивал који се одржава последњег викенда јула у Владичином Хану, на простору Спортског центра „Куњак”. На манифестацији са разноврсним музичким програмом наступају најпопуларнији извођачи са наших простора из света рока, попа, као и домаћи бендови у успону и ди-џејеви.
Мисија фестивала је да чува, пласира и промовише вредност рока, поп музике и других музичких праваца и постане престижни фестивал овог типа у региону, препознатљив и аутентичан уз стварање повољног амбијента, са циљем привлачења што већег број посетилаца и туриста из земље и иностранства.
Програмска шема фестивала је богатија новим садржајима из године у годину. У једном делу Спортског центра, обезбеђује се камп за фанове фестивала који се ту стационирају за време његовог одржавања. Сви кампери имају могућност целодневног бесплатног боравка и коришћења олимпијског базена, у склопу комплекса Спортског центра. Верни посетиоци музичког фестивала су и бајкери из Србије, Македоније, Бугарске и других земаља. Мото журка, дефиле бајкера, као и бајкерске игре, садржаји су који употпуњују, обогаћују и доприносе популаризацији овог фестивала.

## Галерија
- Senidah
- Ritam nereda
- S.A.R.S
- Coby i Senidah